# Seven de Francia 2019
El Seven de Francia de 2019 fue la duodécima edición del torneo francés de rugby 7, fue el décimo y último torneo de la temporada 2018-19 de la Serie Mundial Masculina de Rugby 7.
Se disputó en la instalaciones del Stade Jean-Bouin de París.

## Fase de grupos

### Grupo A
| Equipo     | Encuentros | Encuentros | Encuentros | Encuentros | Tantos  | Tantos    | Tantos     | Puntos |
| Equipo     | jugados    | ganados    | empatados  | perdidos   | a favor | en contra | diferencia | Puntos |
| ---------- | ---------- | ---------- | ---------- | ---------- | ------- | --------- | ---------- | ------ |
| Fiyi       | 3          | 3          | 0          | 0          | 132     | 45        | +87        | 9      |
| Argentina  | 3          | 2          | 0          | 1          | 79      | 66        | +13        | 7      |
| Irlanda    | 3          | 1          | 0          | 2          | 39      | 76        | –37        | 5      |
| Inglaterra | 3          | 0          | 0          | 3          | 47      | 110       | –63        | 3      |

Nota: Se otorgan 3 puntos al equipo que gane un partido, 2 al que empate y 1 al que pierda

### Grupo B
| Equipo    | Encuentros | Encuentros | Encuentros | Encuentros | Tantos  | Tantos    | Tantos     | Puntos |
| Equipo    | jugados    | ganados    | empatados  | perdidos   | a favor | en contra | diferencia | Puntos |
| --------- | ---------- | ---------- | ---------- | ---------- | ------- | --------- | ---------- | ------ |
| Sudáfrica | 3          | 3          | 0          | 0          | 70      | 36        | +34        | 9      |
| Kenia     | 3          | 1          | 1          | 1          | 57      | 69        | –12        | 6      |
| Gales     | 3          | 1          | 0          | 2          | 52      | 55        | –3         | 5      |
| Australia | 3          | 0          | 1          | 2          | 43      | 62        | –19        | 4      |

### Grupo C
| Equipo         | Encuentros | Encuentros | Encuentros | Encuentros | Tantos  | Tantos    | Tantos     | Puntos |
| Equipo         | jugados    | ganados    | empatados  | perdidos   | a favor | en contra | diferencia | Puntos |
| -------------- | ---------- | ---------- | ---------- | ---------- | ------- | --------- | ---------- | ------ |
| Estados Unidos | 3          | 3          | 0          | 0          | 90      | 33        | +57        | 9      |
| Samoa          | 3          | 2          | 0          | 1          | 66      | 64        | +2         | 7      |
| España         | 3          | 1          | 0          | 2          | 43      | 81        | –38        | 5      |
| Canadá         | 3          | 0          | 0          | 3          | 50      | 71        | –21        | 3      |

### Grupo D
| Equipo        | Encuentros | Encuentros | Encuentros | Encuentros | Tantos  | Tantos    | Tantos     | Puntos |
| Equipo        | jugados    | ganados    | empatados  | perdidos   | a favor | en contra | diferencia | Puntos |
| ------------- | ---------- | ---------- | ---------- | ---------- | ------- | --------- | ---------- | ------ |
| Nueva Zelanda | 3          | 3          | 0          | 0          | 62      | 36        | +26        | 9      |
| Francia       | 3          | 1          | 0          | 2          | 52      | 46        | +6         | 5      |
| Japón         | 3          | 1          | 0          | 2          | 52      | 67        | –15        | 5      |
| Escocia       | 3          | 1          | 0          | 2          | 46      | 63        | –17        | 5      |

## Fase Final

### Cuartos de final
| 2 de junio | Fiyi | 24 - 5 | Francia |  |  |

| 2 de junio | Estados Unidos | 26 - 14 | Kenia |  |  |

| 2 de junio | Nueva Zelanda | 21 - 12 | Argentina |  |  |

| 2 de junio | Sudáfrica | 40 - 7 | Samoa |  |  |

### Semifinal
| 2 de junio | Fiyi | 33 - 14 | Estados Unidos |  |  |

| 2 de junio | Nueva Zelanda | 33 - 7 | Sudáfrica |  |  |

### Final
| 2 de junio | Fiyi | 35 - 24 | Nueva Zelanda |  |  |

| Bandera de Fiyi        |
| Campeón Fiyi           |
| 5º título del circuito |